# 天河口水库
天河口水库是中国湖北省随州市境内的一座水库，位于撅水支流董家河上，建于1966年。水库正常库容为5440万立方米，平均水深为25.0米，集雨面积为70平方千米，海拔为185米。